# Кірово-Чепецьк
Кі́рово-Чепéцьк (рос. Кирово-Чепецк) — місто, що створює самостійний міський округ, одночасно є центром Кірово-Чепецького району Кіровської області.
Населення міста становить 80 653 особи (2011).

## Географія
Знаходиться за 22 км на південний схід від Кірова, біля місця впадання Чепци до В'ятки.

## Історія
Кірово-Чепецьк був заснований в 1935 році, статус міста має з 1955 року.

## Уродженці
- Шиляєв Леонід Олександрович (1959—2019) — радянський і казахський хокеїст, воротар.